# San Antonio (Guanajuato)
San Antonio es una localidad del estado mexicano de Guanajuato. Es parte del municipio de Ocampo.

## Toponimia
El nombre «San Antonio» hace referencia al santo patrono de la localidad: Antonio de Padua.

## Demografía
| Censo | Población |
| ----- | --------- |
| 2000  | 16        |
| 2010  | 630       |
| 2020  | 1 099     |